# Хадкі
Хадкі (маратхі — खडकी) — місто в індійському штаті Махараштра, округ Пуне, неподалік від міста Пуне. У місті розташовані кілька підприємств з виробництва набоїв та броварні. Також розташовано військове кладовище та меморіал. У Хадкі проводяться великі сільськогосподарські ярмарки, є залізнична станція, а також стадіон, де грають у футбол і хокей на траві.
1817 року біля містечка відбулася битва між британськими та маратхськими військами, сили Британської Ост-Індської компанії перемогли формування пешви Баджі Рао II.
| Індія | Це незавершена стаття з географії Індії. Ви можете допомогти проєкту, виправивши або дописавши її. |